# Cyperus dichromus
Cyperus dichromus är en halvgräsart som beskrevs av Charles Baron Clarke. Cyperus dichromus ingår i släktet papyrusar, och familjen halvgräs. Inga underarter finns listade i Catalogue of Life.